# Pierre François Verne
Pour les articles homonymes, voir Verne.
Pierre François Verne, né le 14 octobre 1756 à Saint-Vit (Doubs), mort le 15 novembre 1796 à Arcole (Italie), est un général de brigade de la Révolution française.

## États de service
Il entre en service le 5 avril 1776, comme soldat au régiment de Neustrie, il devient caporal le 1er janvier 1780, fourrier le 1er octobre suivant, adjudant le 22 janvier 1786, quartier maitre trésorier le 20 décembre 1787, et il obtient le 4 juin 1792, une commission de capitaine au 10e régiment d’infanterie. 
Il fait la campagne de 1792, à l’armée des Alpes, et il est nommé chef de bataillon le 11 septembre 1793. Il participe au siège de Toulon de septembre à décembre 1793. En 1794, il passe à l’armée d’Italie, où il reçoit le grade de chef de brigade le 29 mars 1794, à la 19e demi-brigade de ligne.
Il est promu général de brigade provisoire le 21 décembre 1794, nomination approuvée le 13 juin 1795. Employé dans le département du Vaucluse, il est désigné le 23 juin 1796, par le Directoire pour faire partie de l’armée d’Italie. 
Affecté dans la division d’infanterie du général Augereau, il est blessé mortellement à la bataille du pont d'Arcole le 15 novembre 1796.
La batterie du Rosemont appartenant à la place fortifiée de Besançon, porte son nom.

## Sources
- (en) « Generals Who Served in the French Army during the Period 1789 - 1814: Eberle to Exelmans »
- Jacques Charavay, Les généraux morts pour la patrie, 1792-1871 : notice biographiques, Au siège de la société, 1893, 160 p. (lire en ligne), p. 45.
- (pl) « Napoléon.org.pl » [archive du 21 mars 2015]
- Galeries historiques du Palais de Versailles, tome VI, 1840, 468 p. (lire en ligne), p. 66
- Charles Théodore Beauvais et Vincent Parisot, Victoires, conquêtes, revers et guerres civiles des Français, depuis les Gaulois jusqu’en 1792, tome 26, C.L.F Panckoucke, janvier 1822, 414 p. (lire en ligne), p. 228.